# Ушаковські Горки
Ушаковські Горки (рос. Ушаковские Горки) — присілок в Старицькому районі Тверської області Російської Федерації.
Населення становить 9 осіб. Входить до складу муніципального утворення сільське поселення Паньково.

## Історія
Від 2005 року входить до складу муніципального утворення сільське поселення Паньково. Раніше населений пункт належав до Василєвського сільського округу.

## Населення
| 1859 | 1886 | 2002 | 2010 |
| ---- | ---- | ---- | ---- |
| 77   | ↗104 | ↘10  | ↘9   |